# Pennyweight
Một pennyweight (viết tắt là dwt, từ denarius weight) là một đơn vị khối lượng tương đương với 24 hạt, 1⁄20 của một ounce troy, 1⁄240 của một pound troy, khoảng 0,054857 ounce avoirdupois. Nó có khối lượng chính xác là 1.55517384 gam.

## Lịch sử
Vào thời Trung cổ, đồng xu Anh có trọng lượng lẫn giá trị tiền bằng 1⁄20 của một ounce và 1⁄240 của một pound bạc sterling. Tại thời điểm đó, pound Tower được sử dụng; nó bằng 7.680 hạt Tower (còn được gọi là hạt lúa mì). Do đó, đồng xu Anh thời trung cổ bằng 32 hạt Tower. Khi hệ thống trọng lượng Troy thay thế hệ thống trọng lượng Tower vào năm 1527, trọng lượng Troy đã được định nghĩa để mà 1 pound Tower cũ bằng 5.400 hạt Troy (còn được gọi là barleycorn). 1 pennyweigt Tower bằng 22+1⁄2 hạt Troy (bằng khoảng 1,46 gram). Sau năm 1527, pennyweight được áp dụng là pennyweight Troy. Do đó, pound Troy, ounce và pennyweight được định nghĩa bằng hạt Troy thay vì hạt Tower và nặng hơn 1/15 hoặc 6,667% nếu so với cùng số hạt Tower.